# 王希喆
王希喆（15世紀—16世紀），字思賢，南直隸鳳陽府潁州太和縣人，明朝政治人物。

## 生平
王希喆自小家貧，奮志科舉，嘉靖元年（1522年）中舉人，授蒙陰知縣，為官清正，縣內有豪強董某橫行不法，倚仗勢力請托，他到任後立刻收斂；每天辦公只吃蔬菜，早上放數錢在衙門門外讓僕人購菜自給。不久他因父母去世回鄉，在家鄉教育士子和務農，婉拒朝廷聘為鄉賓，得鄉里敬重。

## 引用
1. 1 2  民國《太和縣志·卷八·人物志上》：王希喆，字思賢，嘉靖間舉人，官山東蒙陰知縣，居官清正，有宦豪董某素恣橫不法，倚勢請屬，希喆至歛戢不敢干以私；在任日惟疏食，每晨置數錢儀門外，令隸卒購菜自給而已，丁艱歸，課諸子業農，有司數請鄉賓終不赴，鄉里賢之。 《江南通志》
2. ↑  民國《太和縣志·卷九·人物志下》：（嘉靖）壬午（舉人） 王希喆 有傳
3. ↑  四庫全書《江南通志·卷一百五十·人物志》：王希喆，字思賢，太和人，家貧奮志儒業，嘉靖壬午領鄉薦，選蒙陰令，居官清勁，邑有宦豪素恣橫，喆至斂戢，在任日惟蔬食，每旦置數錢門外，令隸卒買菜以給。